# Zabezpieczenie przedlicznikowe
Zabezpieczenie przedlicznikowe – zabezpieczenie nadprądowe znajdujące się przed urządzeniem pomiarowym (licznikiem energii elektrycznej) od strony zasilania. Zabezpieczenie to ma chronić daną instalację odbiorczą przed skutkami przetężeń, a wartość zabezpieczenia dobrana jest do wartości mocy przyłączeniowej. Jako zabezpieczenie przedlicznikowe stosowane są wyłączniki instalacyjne (o charakterystyce B lub C) lub bezpieczniki. Zazwyczaj zabezpieczenia przedlicznikowe montowane są przy liczniku.